# Hallé-Orchester

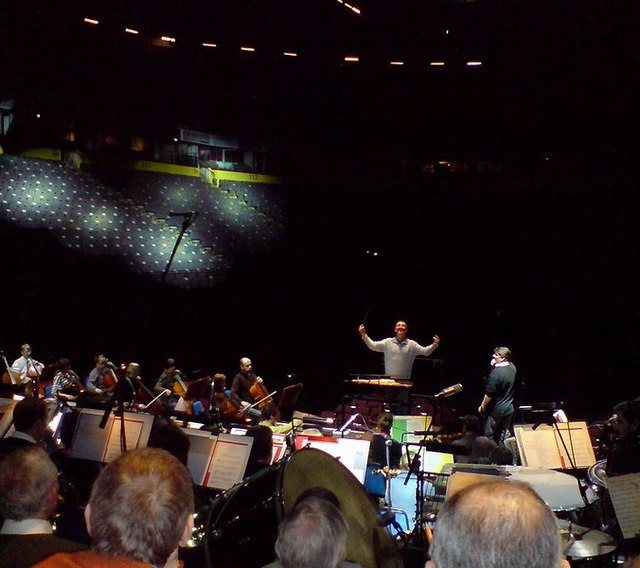
Das Orchester unter dem Dirigenten John Rigby im Jahr 2009

Das Hallé-Orchester in Manchester ist eines der ältesten Orchester in Großbritannien.

## Geschichte
1857 fand eine große Kunstausstellung in Manchester statt und Charles Hallé wurde verpflichtet, für tägliche Konzerte zu sorgen. Hallé meinte, dass es lediglich 24 Musiker in Manchester gebe, die die Musik spielen könnten, die er benötige. Da er aber 60  Musiker für sein Orchester wollte, musste er 40 weitere überzeugen, nach Manchester zu kommen. Dafür rekrutierte Hallé Musiker vom Festland. Die Ausstellung wurde am 5. Mai von Prinz Albert eröffnet und hatte 1,3 Millionen Besucher, unter denen auch gekrönte Häupter waren.
Damit sich mit Ende der Ausstellung im Oktober 1857 die Orchestermitglieder nicht in alle vier Himmelsrichtungen zerstreuten, entschloss sich Hallé, auf eigenes Risiko wöchentliche Konzerte durch den Herbst und  Winter zu geben. Das war nur möglich, wenn er den Musikern ein Einkommen von 150 £ p. a. garantieren konnte. Um diese Forderung erfüllen zu können, musste er 20 Konzerte im Jahr geben. Das lief so gut, dass er 1858 sein eigenes Orchester, das Hallé-Orchester, gründete. Neben dem Orchester gründete er gleichzeitig den Hallé-Chor.
Am 30. Januar 1858 hatte das Sinfonieorchester in der Free Trade Hall von Manchester seinen ersten Auftritt. Nach 30 Jahren bestand sein Orchester aus 101 Musikern, und jedes Instrument war vertreten. Zu Beginn jeder Spielzeit garantierte er die Einnahme von 7168 £ p. a. und war dennoch das beste und günstigste Orchester im United Kingdom.
Anfang des 20. Jahrhunderts wurde es von bekannten Dirigenten geleitet, so von Hans Richter (1900–1911), Michael Balling (1912–1919) und Hamilton Harty (1920–1933). Im Jahr 1996 zog das Orchester in einen neuen Konzertsaal mit moderner Ausstattung und Akustik, die Bridgewater Hall, um.
Über lange Jahre ist es von John Barbirolli dirigiert worden, der es im 20. Jahrhundert bekannt gemacht hat und mit dem das Orchester zahlreiche Schallplatten aufgenommen hat. Seit September 2000 wird das Orchester von Mark Elder geleitet.

## Orchesterleiter
- Sir Charles Hallé 1858–1895
- Frederic Cowen 1896–1899 (mit jährlichem Vertrag)
- Hans Richter 1899–1911
- Michael Balling 1912–1914
- Sir Thomas Beecham 1914–1920 und 1933–1939 (Berater)
- Sir Hamilton Harty 1920–1933
- Sir Malcolm Sargent 1933–1942 (Gastdirigent)
- Sir John Barbirolli 1943–1970
- James Loughran CBE 1971–1983
- Stanislaw Skrowaczewski 1982–1992
- Kent Nagano 1992–2000
- Sir Mark Elder[4]